# Hollywood Casino 400
La Hollywood Casino 400 è una gara di 400,5 miglia (644,54 km) del campionato NASCAR Sprint Cup Series e si svolge al Kansas Speedway a Kansas City, Kansas.
La gara è la seconda di dieci gare dei Playoff della Cup Series e dal 2022 è la seconda gara degli ottavi di finale.
Bubba Wallace è l'ultimo vincitore dell'evento.

## Edizioni
| Anno | Data         | No. | Pilota           | Scuderia                 | Costruttore | Distanza di gara | Distanza di gara | Tempo   | Media (mph) |
| Anno | Data         | No. | Pilota           | Scuderia                 | Costruttore | Giri             | Miglia (km)      | Tempo   | Media (mph) |
| ---- | ------------ | --- | ---------------- | ------------------------ | ----------- | ---------------- | ---------------- | ------- | ----------- |
| 2001 | 30 Settembre | 24  | Jeff Gordon      | Hendrick Motorsports     | Chevrolet   | 267              | 400.5 (644.542)  | 3:37:19 | 110.576     |
| 2002 | 29 Settembre | 24  | Jeff Gordon      | Hendrick Motorsports     | Chevrolet   | 267              | 400.5 (644.542)  | 3:21:16 | 119.394     |
| 2003 | 5 Ottobre    | 12  | Ryan Newman      | Penske Racing            | Dodge       | 267              | 400.5 (644.542)  | 3:17:34 | 121.63      |
| 2004 | 10 Ottobre   | 01  | Joe Nemechek     | MB2 Motorsports          | Chevrolet   | 267              | 400.5 (644.542)  | 3:07:39 | 128.058     |
| 2005 | 9 Ottobre    | 6   | Mark Martin      | Roush Racing             | Ford        | 267              | 400.5 (644.542)  | 2:54:25 | 137.774     |
| 2006 | 1 Ottobre    | 20  | Tony Stewart     | Joe Gibbs Racing         | Chevrolet   | 267              | 400.5 (644.542)  | 3:17:22 | 121.753     |
| 2007 | 30 Settembre | 16  | Greg Biffle      | Roush Fenway Racing      | Ford        | 210              | 315 (506.943)    | 3:00:02 | 104.981     |
| 2008 | 28 Settembre | 48  | Jimmie Johnson   | Hendrick Motorsports     | Chevrolet   | 267              | 400.5 (644.542)  | 2:59:56 | 133.549     |
| 2009 | 4 Ottobre    | 14  | Tony Stewart     | Stewart-Haas Racing      | Chevrolet   | 267              | 400.5 (644.542)  | 2:55:13 | 137.144     |
| 2010 | 3 Ottobre    | 16  | Greg Biffle      | Roush Fenway Racing      | Ford        | 267              | 400.5 (644.542)  | 2:54:02 | 138.077     |
| 2011 | 9 Ottobre    | 48  | Jimmie Johnson   | Hendrick Motorsports     | Chevrolet   | 272              | 408 (656.612)    | 2:58:27 | 137.181     |
| 2012 | 21 Ottobre   | 17  | Matt Kenseth     | Roush Fenway Racing      | Ford        | 267              | 400.5 (644.542)  | 3:28:48 | 115.086     |
| 2013 | 6 Ottobre    | 29  | Kevin Harvick    | Richard Childress Racing | Chevrolet   | 267              | 400.5 (644.542)  | 3:29:10 | 114.884     |
| 2014 | 5 Ottobre    | 22  | Joey Logano      | Team Penske              | Ford        | 267              | 400.5 (644.542)  | 2:49:17 | 141.951     |
| 2015 | 18 Ottobre   | 22  | Joey Logano      | Team Penske              | Ford        | 269*             | 403.5 (649.37)   | 2:58:22 | 135.732     |
| 2016 | 16 Ottobre   | 4   | Kevin Harvick    | Stewart-Haas Racing      | Chevrolet   | 267              | 400.5 (644.542)  | 3:00:28 | 133.155     |
| 2017 | 22 Ottobre   | 78  | Martin Truex Jr. | Furniture Row Racing     | Toyota      | 267              | 400.5 (644.542)  | 3:11:57 | 125.189     |
| 2018 | 21 Ottobre   | 9   | Chase Elliott    | Hendrick Motorsports     | Chevrolet   | 267              | 400.5 (644.542)  | 2:38:02 | 152.713     |
| 2019 | 20 Ottobre   | 11  | Denny Hamlin     | Joe Gibbs Racing         | Toyota      | 277*             | 415.5 (668.682)  | 3:02:39 | 136.491     |
| 2020 | 18 Ottobre   | 22  | Joey Logano      | Team Penske              | Ford        | 267              | 400.5 (644.542)  | 2:53:43 | 138.329     |
| 2021 | 24 Ottobre   | 5   | Kyle Larson      | Hendrick Motorsports     | Chevrolet   | 267              | 400.5 (644.542)  | 3:03:49 | 130.728     |
| 2022 | 11 Settembre | 45  | Bubba Wallace    | 23XI Racing              | Toyota      | 267              | 400.5 (644.542)  | 3:10:03 | 126.44      |
| 2023 | 10 Settembre | 45  | Tyler Reddick    | 23XI Racing              | Toyota      | 268*             | 402 (646.956)    | 3:12:38 | 125.212     |

- 2007: La gara è stata accorciata a causa del buio dopo due interruzioni dovute alla pioggia.
- 2011, 2015, 2019 e 2023: La gara è stata prolungata a causa di una bandiera a scacchi bianca e verde.
- 2012: È stata la prima gara sulla nuova configurazione.

### Piloti plurivincitori
| # Vittorie | Pilota         | Anni             |
| ---------- | -------------- | ---------------- |
| 3          | Joey Logano    | 2014, 2015, 2020 |
| 2          | Jeff Gordon    | 2001, 2002       |
| 2          | Tony Stewart   | 2006, 2009       |
| 2          | Greg Biffle    | 2007, 2010       |
| 2          | Jimmie Johnson | 2008, 2011       |
| 2          | Kevin Harvick  | 2013, 2016       |

### Team plurivincitori
| # Vittorie | Team                 | Anni                               |
| ---------- | -------------------- | ---------------------------------- |
| 6          | Hendrick Motorsports | 2001, 2002, 2008, 2011, 2018, 2021 |
| 4          | Roush Fenway Racing  | 2005, 2007, 2010, 2012             |
| 4          | Team Penske          | 2003, 2014, 2015, 2020             |
| 2          | Stewart-Haas Racing  | 2009, 2016                         |
| 2          | Joe Gibbs Racing     | 2006, 2019                         |
| 2          | 23XI Racing          | 2022, 2023                         |

### Costruttori plurivincitori
| # Vittorie | Manufacturer | Anni                                                             |
| ---------- | ------------ | ---------------------------------------------------------------- |
| 11         | Chevrolet    | 2001, 2002, 2004, 2006, 2008, 2009, 2011, 2013, 2016, 2018, 2021 |
| 7          | Ford         | 2005, 2007, 2010, 2012, 2014, 2015, 2020                         |
| 4          | Toyota       | 2017, 2019, 2022, 2023                                           |
| 1          | Dodge        | 2003                                                             |

### Sponsor (vittorie)
| # Vittorie | Sponsor        | Anni             |
| ---------- | -------------- | ---------------- |
| 3          | Shell/Pennzoil | 2014, 2015, 2020 |
| 2          | DuPont         | 2001, 2002       |
| 2          | Lowe's         | 2008, 2011       |